# Cathia Caro
Cathia Caro (Rouen, 17 dicembre 1943) è un'attrice francese, attiva particolarmente in Italia a cavallo degli anni cinquanta e sessanta. Recitò in pellicole con Totò, Peppino De Filippo ed Aldo Fabrizi.

## Biografia
Attrice francese di delicata bellezza, Cathia Caro apparve per la prima volta sul grande schermo nel 1957, nella pellicola Isabelle a peur des hommes, diretta da Jean Gourguet. 
Negli anni seguenti fu particolarmente attiva in Italia, avendo modo di apparire in film tutt'oggi molto noti come Arrangiatevi (1959) di Mauro Bolognini, ma soprattutto I tartassati (1959) di Steno.
Nel 1959 il suo nome salì agli onori della cronaca in quanto tentò il suicidio per amore del pugile Tiberio Mitri, con cui, negli anni successivi, visse una tormentata relazione.
La sua carriera si sviluppò poi agli inizi del decennio successivo, soprattutto in film peplum come I giganti della Tessaglia, (1960), di Riccardo Freda, per scemare negli anni immediatamente seguenti.
Abbandonò le scene all' inizio degli anni sessanta.

## Filmografia
- Isabelle a peur des hommes, regia di Jean Gourguet (1957)
- Agli ordini del re (La Tour, prends garde!), regia di Georges Lampin (1958)
- Una strana domenica (Un drôle de dimanche), regia di Marc Allégret (1958)
- Un uomo facile, regia di Paolo Heusch (1959)
- Arrangiatevi!, regia di Mauro Bolognini (1959)
- Estate violenta, regia di Valerio Zurlini (1959)
- I tartassati, regia di Steno (1959)
- Il padrone delle ferriere, regia di Anton Giulio Majano (1959)
- Simpatico mascalzone, regia di Mario Amendola (1959)
- Genitori in blue-jeans, regia di Camillo Mastrocinque (1960)
- I giganti della Tessaglia, regia di Riccardo Freda (1960)
- Il principe fusto, regia di Maurizio Arena (1960)
- Il trionfo di Maciste, regia di Tanio Boccia (1961)